# 刘亚伟
刘亚伟（1960年—），安徽省宿县人，美国中国问题学者。

## 生平
1960年出生。1978年进入西安外语学院本科学习，后来获英国语言文学学士学位。1982年1月至1987年8月，在陕西人民出版社担任外文编辑。1987年秋，进入美国夏威夷大学历史系学习美国历史，1989年获硕士学位。1989年进入美国佐治亚州亚特兰大市埃默里大学历史系攻读美国历史博士学位，毕业获得博士学位。1996年，到佐治亚帕里米特学院担任美国历史助理教授，2002年升为副教授，获得终身教职。1998年，刘亚伟出任美国卡特中心中国项目副主任，2005年起升任中国项目主任，长期负责卡特中心同中国以及学术机构的合作，曾五次陪美国前总统卡特访华并会见中国最高领导人。
刘亚伟同时还担任智库察哈尔学会高级研究员，亚特兰大中国研究中心副主任，全美中国研究联合会会长，上海复旦大学社会科学高等研究院特聘教授。刘亚伟的研究方向主要是美国政治史及政治发展，中美关系，中国民主化，全球化和中国崛起背景下中国政治及社会发展，台海关系。2002年，刘亚伟创办了中文、英文双语言版的“中国选举与治理网”（英文：www.chinaelectionsblog.net；中文：www.chinaelections.org），该网在中国的合作伙伴是清华大学政治研究中心。

## 著作
- 刘亚伟编，《无声的革命——村民直选的历史、现实和未来》，西北大学出版社，2002年
- 刘亚伟编，《给农民让权——直选的回声》，西北大学出版社，2002年
- 刘亚伟主编，《我们仍在路上——村民选举与村民自治研究论文集》，西北大学出版社，2004年
- 刘亚伟、吕芳，《奥巴马：他将改变美国》，社会科学文献出版社，2008年
- 刘亚伟主编，《21世纪国际评论》，西北大学出版社，2010年
- 刘亚伟主编，《当代中国农村治理与选举观摩丛书》（全16本），西北大学出版社
- 刘亚伟主编，《德赛政治论丛》（全4本），中央编译出版社
- 刘亚伟主编，《选举与治理丛书》，西北大学出版社

## 家庭
- 父：刘建德，曾参加抗美援朝战争[2]。
- 母：陈于湘，浙江省温州市苍南县宜山农村人[3]。
- 长兄：刘亚洲空军上将，曾任中国人民解放军国防大学政治委员[3]，中国前国家主席李先念女婿。
- 次兄：刘亚苏少将，曾为中国人民解放军总参谋部副军职[3]。
- 四弟：刘亚军，从事教育科技事业，定居国外[3]。
- 五弟：刘亚武大校，曾任中国人民解放军空军第五师政委[3]。